# Вайт-Сіті (округ Сент-Люсі, Флорида)
Вайт-Сіті (англ. White City) — переписна місцевість (CDP) в США, в окрузі Сент-Люсі штату Флорида. Населення — 3779 осіб (2020).

## Географія
Вайт-Сіті розташований за координатами 27°22′20″ пн. ш. 80°20′26″ зх. д. / 27.37222° пн. ш. 80.34056° зх. д. (27.372290, -80.340526).  За даними Бюро перепису населення США в 2010 році переписна місцевість мала площу 13,62 км², уся площа — суходіл.

## Демографія
Згідно з переписом 2010 року, у переписній місцевості мешкало 3719 осіб у 1396 домогосподарствах у складі 1017 родин. Густота населення становила 273 особи/км².  Було 1530 помешкань (112/км²).
Расовий склад населення:
| - 90,9 % — білих - 3,4 % — чорних або афроамериканців - 1,3 % — азіатів - 0,3 % — корінних американців - 2,3 % — осіб інших рас |

До двох чи більше рас належало 1,7 %. Частка іспаномовних становила 10,0 % від усіх жителів.
За віковим діапазоном населення розподілялося таким чином: 21,1 % — особи молодші 18 років, 63,8 % — особи у віці 18—64 років, 15,1 % — особи у віці 65 років та старші. Медіана віку мешканця становила 44,6 року. На 100 осіб жіночої статі у переписній місцевості припадало 103,6 чоловіків;  на 100 жінок у віці від 18 років та старших — 101,9 чоловіків також старших 18 років.
Середній дохід на одне домашнє господарство  становив 77 392 долари США (медіана — 56 563), а середній дохід на одну сім'ю — 71 967 доларів (медіана — 71 006). За межею бідності перебувало 18,1 % осіб, у тому числі 30,5 % дітей у віці до 18 років та 5,1 % осіб у віці 65 років та старших.
Цивільне працевлаштоване населення становило 1577 осіб. Основні галузі зайнятості: освіта, охорона здоров'я та соціальна допомога — 33,3 %, науковці, спеціалісти, менеджери — 14,0 %, публічна адміністрація — 10,4 %, будівництво — 9,1 %.